# Балацковская волость
Балацковская волость — административно-территориальная единица Херсонского уезда Херсонской губернии.
По состоянию на 1886 состояла из 15 поселений, 15 сельских общин. Население 4281 человек (2105 мужского пола и 2176 женского), 821 дворовое хозяйство.
|                        | Площадь десятин | В том числе пахотной, дес. |
| ---------------------- | --------------- | -------------------------- |
| Сельских общин         | 8789            | 5832                       |
| Частной собственности  | 37363           | 13984                      |
| Казенной собственности | 200             | -                          |
| Другой собственности   | 240             | 225                        |
| В общем                | 46592           | 20041                      |

Самые большие поселения волости:
- Балацкое — село при озере Балацкое (Ингульское) в 74 верстах от уездного города, 125 человек, 20 дворов, становая квартира, церковь православная, еврейский молитвенный дом, земская почтовая станция, 4 лавки, базар по воскресеньям. В 15 верстах — железнодорожная станция, буфет, в 16 верстах — костёл.
- Богдановка (Хренова) — село при реке Ингул, 256 человек, 48 дворов, лавка.
- Лобриевка (Лобрина) — село при реке Ингул, 144 человека, 33 двора, лавка.
- Марьевка (Михайловка, Папенгутова) — село при реке Ингул, 462 человека, 77 дворов, лавка.
- Ново-Данциг — колония немцев при реке Ингулец, 783 человека, 78 дворов, церковь лютеранская, школа, лавка.
- Пески — село при реке Ингул, 816 человек, 153 двора, церковь православная, лавка.